# Guillermo Moreira
Guillermo Enrique Moreira Rodríguez (Heredia, 11 de abril de 1990) es un futbolista costarricense, juega como portero y su actual equipo es el Municipal Liberia de la Primera División de Costa Rica.

## Clubes
| Club                   | País       | Año         |
| ---------------------- | ---------- | ----------- |
| Belén FC               | Costa Rica | 2010 - 2013 |
| Municipal Liberia      | Costa Rica | 2014        |
| Puntarenas Fútbol Club | Costa Rica | 2014 - 2015 |
| Municipal Liberia      | Costa Rica | 2015        |